# Tkvarcheli
Tkvarcheli (en georgiano: ტყვარჩელი; en abjasio: Тҟəарчал, romanizado: Tqwarchal; en ruso: Ткварчели) es una ciudad que pertenece a la parcialmente reconocida República de Abjasia, centro del distrito de Tkvarcheli, aunque de iure es parte del municipio de Ochamchire de la República Autónoma de Abjasia de Georgia.

## Geografía
Se sitúa a lo largo de 17 km en la orilla del río Galidzga, dentro de los 200-600 metros sobre el nivel del mar. Está a 377 km de Tiflis por ferrocarril, a 80 km de Sujumi. Limita al sur con el pueblo de Tkvarcheli.

### Clima
Tkvarcheli fue un balneario de importancia local, gracias a su clima subtropical húmedo con inviernos moderadamente fríos y veranos largos y cálido, y al agua mineral termal. 

## Historia
La minería del carbón, que comenzó en la zona en 1935, creció en importancia durante la Segunda Guerra Mundial, especialmente después de que el Dombás se perdiera durante la invasión alemana de la Unión Soviética ya que su carbón se usó como único combustible para los barcos de la flota del Mar Negro. Formalmente, la ciudad fue fundada en 1942 como el centro industrial de Abjasia mediante la combinación de varios pueblos cercanos como Akarmara, recibiendo el estatus de ciudad el 9 de abril de 1942.  La mayoría de los edificios administrativos y públicos, así como las viviendas en la parte central de Tkvarcheli, fueron construidos por soldados alemanes capturados después de 1943-44 y parcialmente diseñados por arquitectos e ingenieros alemanes.
Durante la guerra de Abjasia (1992-1993), Tkvarcheli resistió al asedio de las fuerzas georgianas (413 días), gracias a la ayuda militar rusa. Cientos de civiles se convirtieron en víctimas, muchos edificios fueron destruidos y otros simplemente cayeron en mal estado. Desde 1995, ha sido el centro del recién formado distrito de Tkvarcheli. El 27 de septiembre de 2008, el presidente Serguéi Bagapsh le otorgó el título honorífico de Ciudad Heroica.

## Demografía
La evolución demográfica de Tkvarcheli entre 1959 y 2019 fue la siguiente:
| 28 440                                              | 25 805 | 21 549 | 21 744 | 4786 | 5013 | 5095 | 5110 | 5111 | 5103 | 5110 |
| (Fuente: Population of Abkhazia since Soviet times) |        |        |        |      |      |      |      |      |      |      |

La población de la ciudad en 1989 era de 21 744 habitantes. A pesar de la pequeña escala de la ciudad, vivían en ella personas de diversas nacionalidades y confesiones: georgianos, rusos, abjasios, ucranianos, armenios, judíos, osetios, griegos y turcos. Los tres mayores grupos étnicos eran los abjasios, rusos y georgianos. Como resultado de la guerra de Abjasia, las industrias se han cerrado y la población disminuyó hasta los 4786 habitantes registrados en el censo del 2003.
|              | 1979      | 1979       | 2011      | 2011       |
| Grupo étnico | Población | Porcentaje | Población | Porcentaje |
| ------------ | --------- | ---------- | --------- | ---------- |
| Georgianos   | 5171      | 24 %       | 870       | 17,4 %     |
| Abjasios     | 7958      | 36,9 %     | 3334      | 66,5 %     |
| Rusos        | 6168      | 28,6 %     | 487       | 9,7 %      |
| Ucranianos   | 896       | 4,2 %      | 65        | 1,3 %      |
| Armenios     | 306       | 1,4 %      | 54        | 1,1 %      |
| Griegos      | 144       | 0,7 %      | 19        | 0,4 %      |
| Total        | 21 549    | 100 %      | 5013      | 100 %      |

## Economía
La extracción de carbón ha sido por siempre la mayor actividad económica de la zona, y aunque actualmente las minas soviéticas están cerradas (la producción industrial cayó en más del 90 % tras la guerra), el carbón es extraído por la compañía turco-abjasia Tamsaş a cielo abierto. El pago de impuestos por parte de la compañía Tamsaş reporta el 75 % del presupuesto del distrito, sin embargo ha sido criticada por el descuido respecto a los requerimientos medioambientales.
La construcción de una nueva planta cementera fue planeada para usar su producción en la construcción de los proyectos olímpicos en Sochi. Georgia consideró toda esta inversión como ilegal, en clara violación a las restricciones impuestas por la CEI en 1996 y apresó a varios buques en sus aguas territoriales. Éstos estaban cargados con carbón y la medida supuso que la compañía Tamsaş se situara al borde de la bancarrota.

## Infraestructura

### Arquitectura, monumentos y lugares de interés
Tkvarcheli y sus alrededores han atraído a más y más turistas en los últimos años (especialmente rusos), interesados en explorar los edificios en ruinas y ciudades fantasma como la de Akarmara. Durante el período soviético había 3 hospitales, un sanatorio, una casa de baños y una pensión.

### Transporte
La ciudad es el último punto de la vía férrea Ochamchire-Tkvarcheli.

## Galería

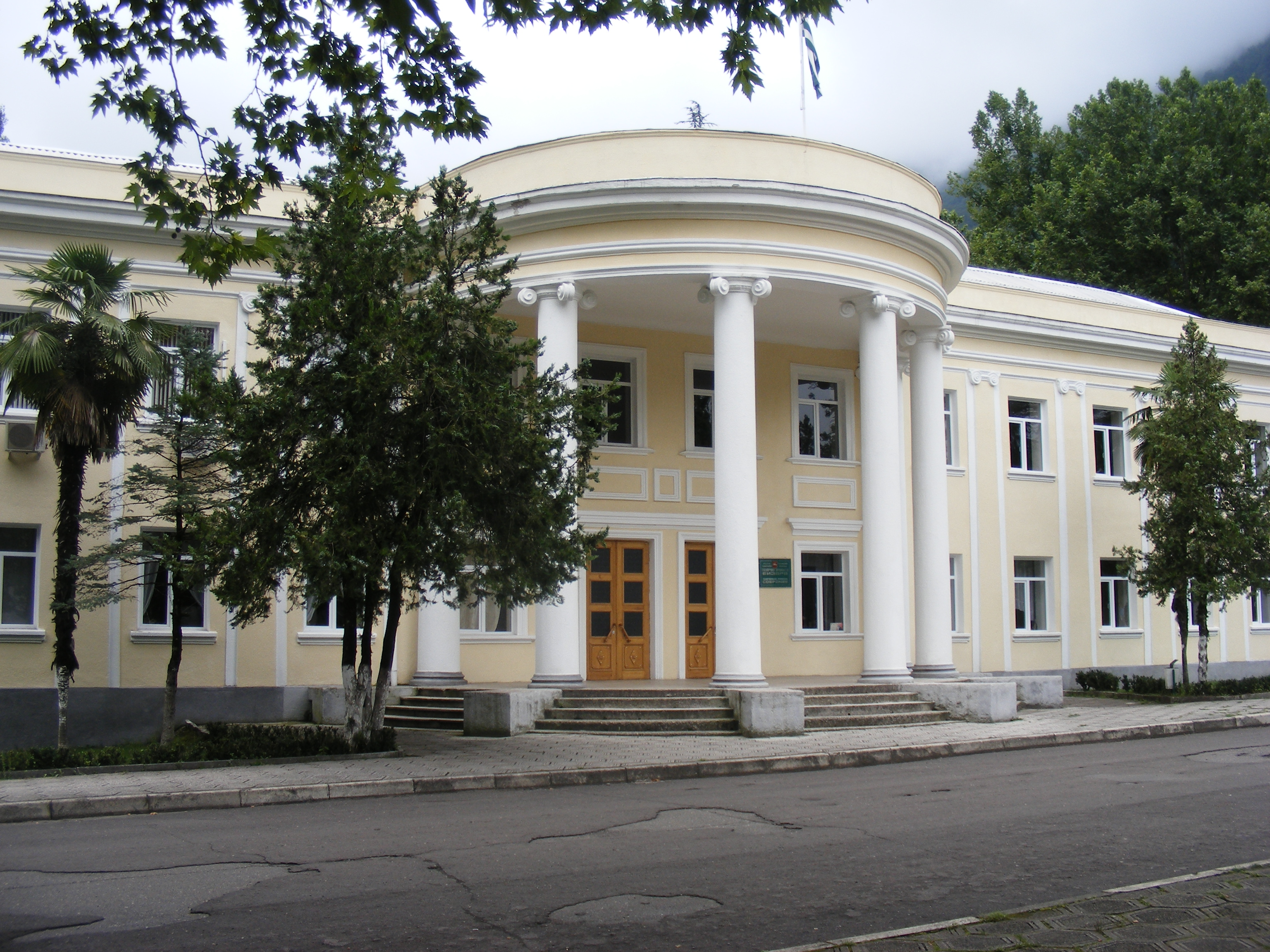
Edificio administrativo en Tkvarcheli
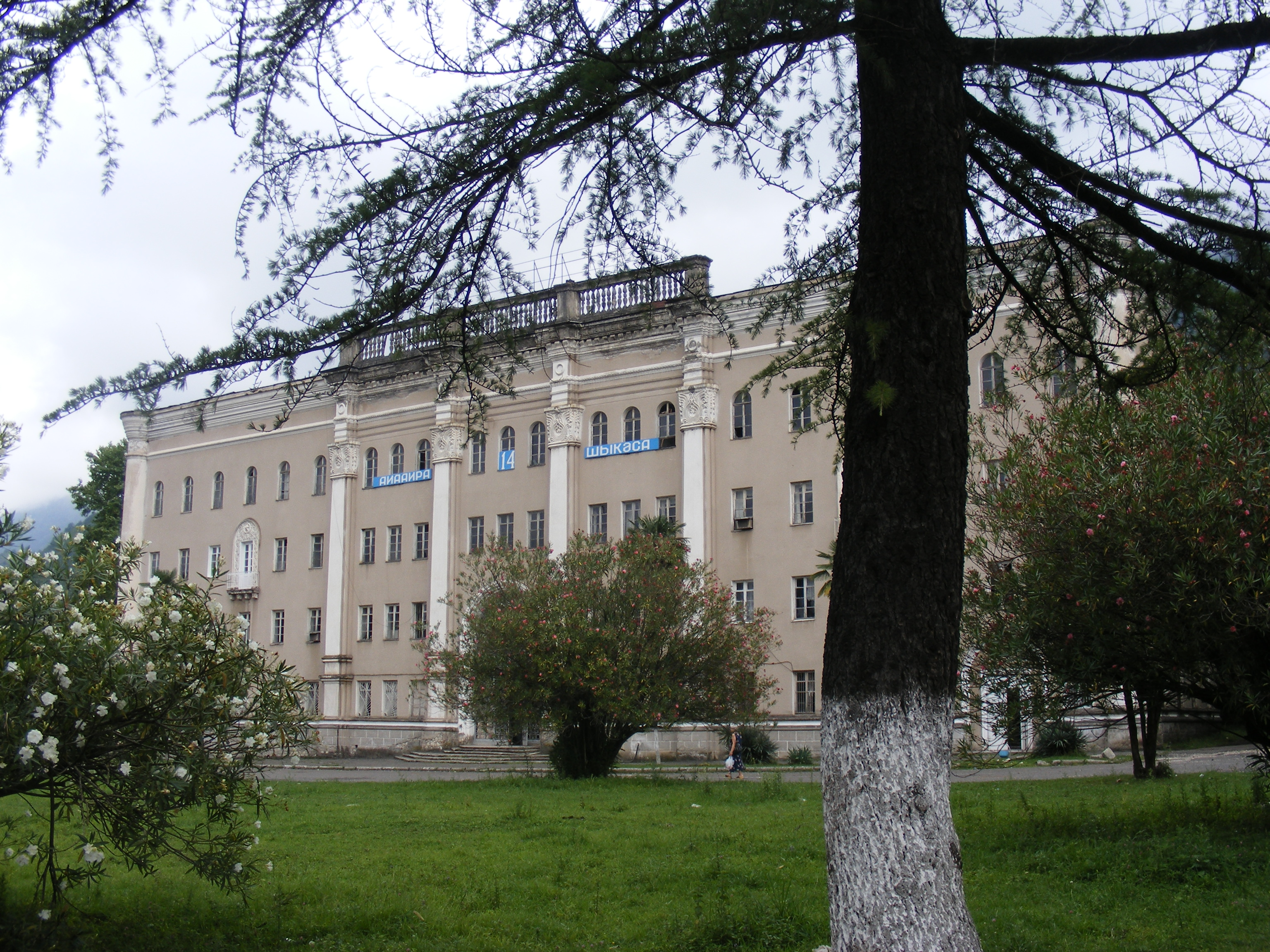
Edificio
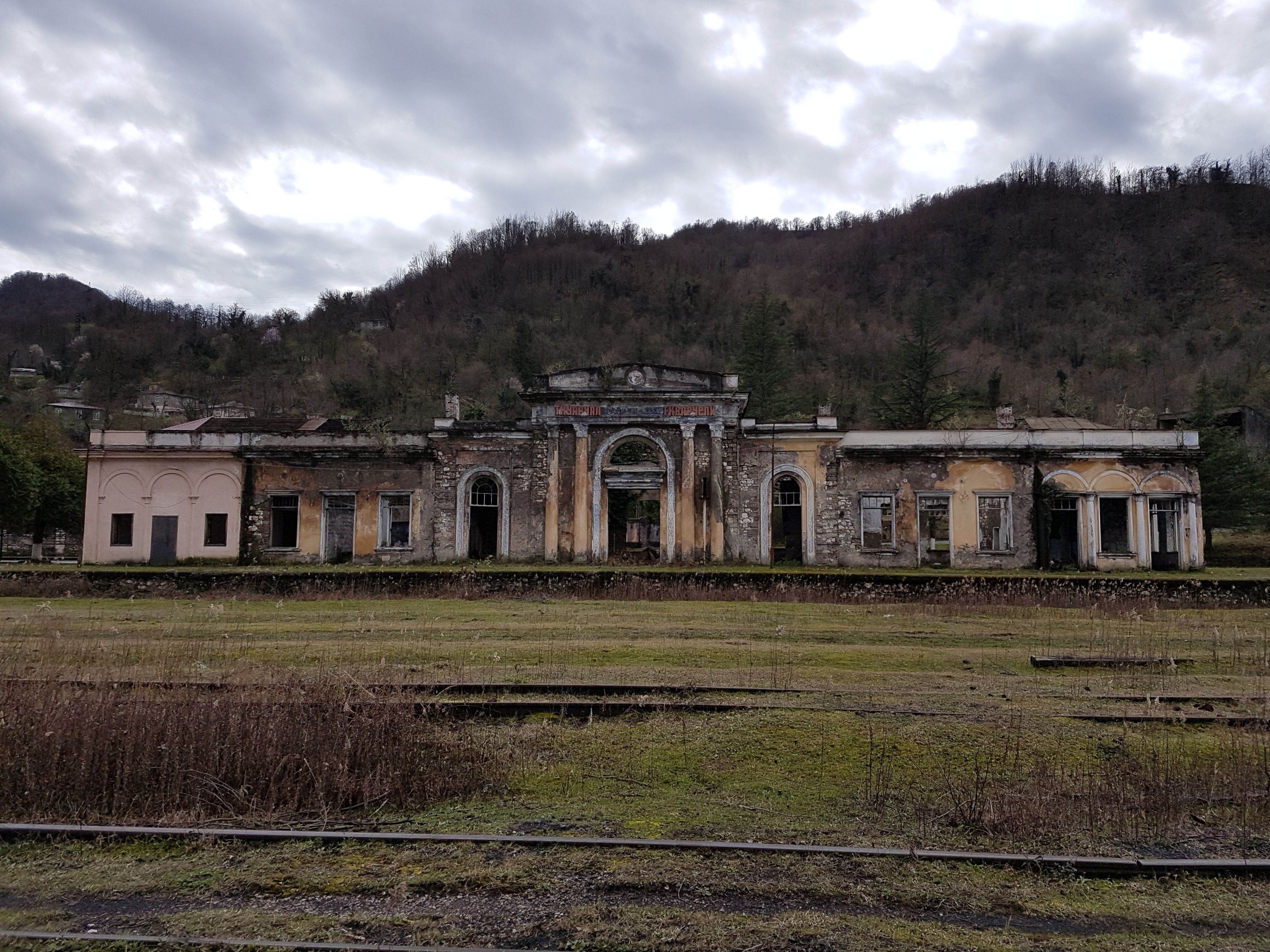
Estación de trenes de Tkvarcheli
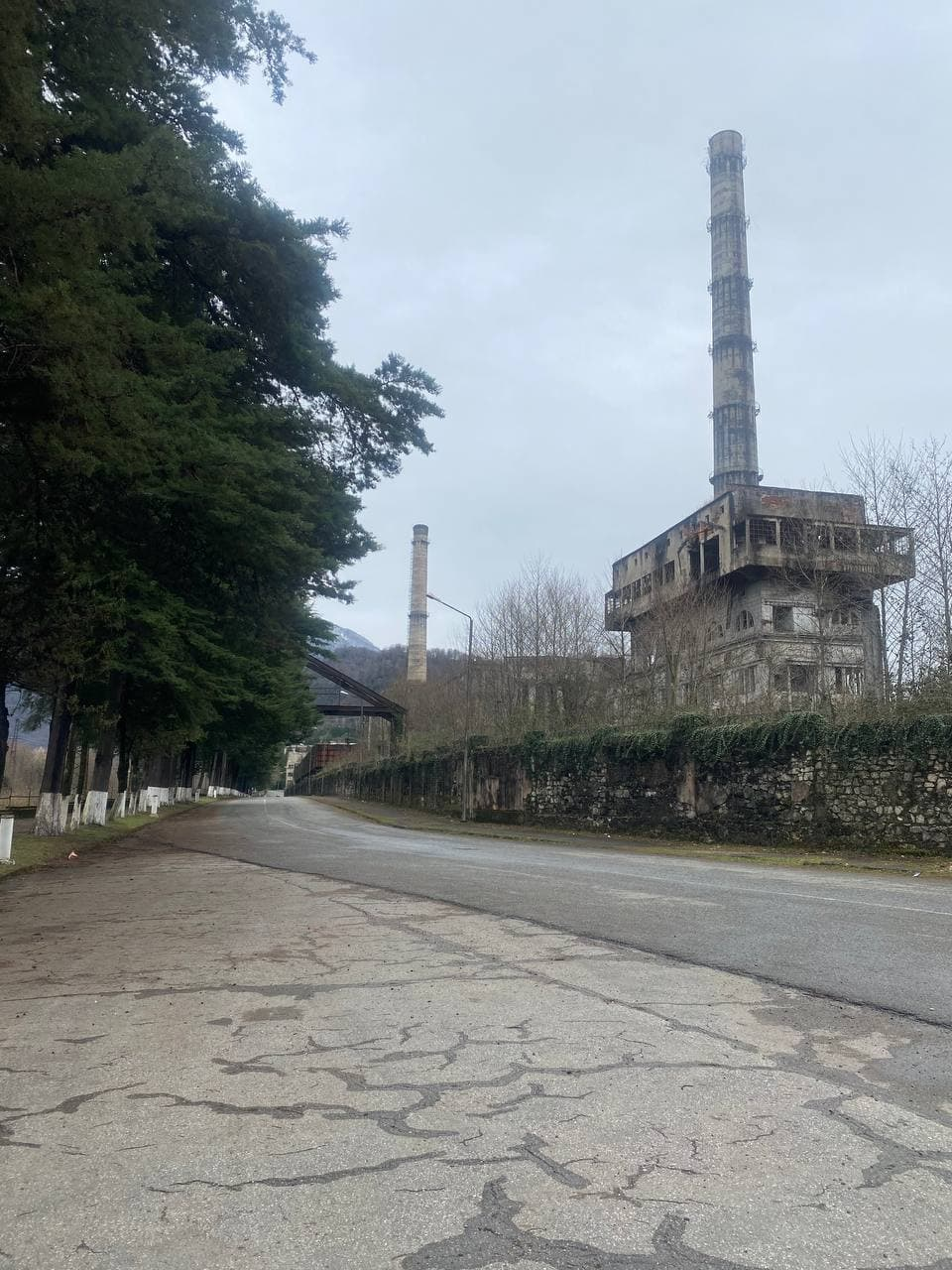
Complejo industrial
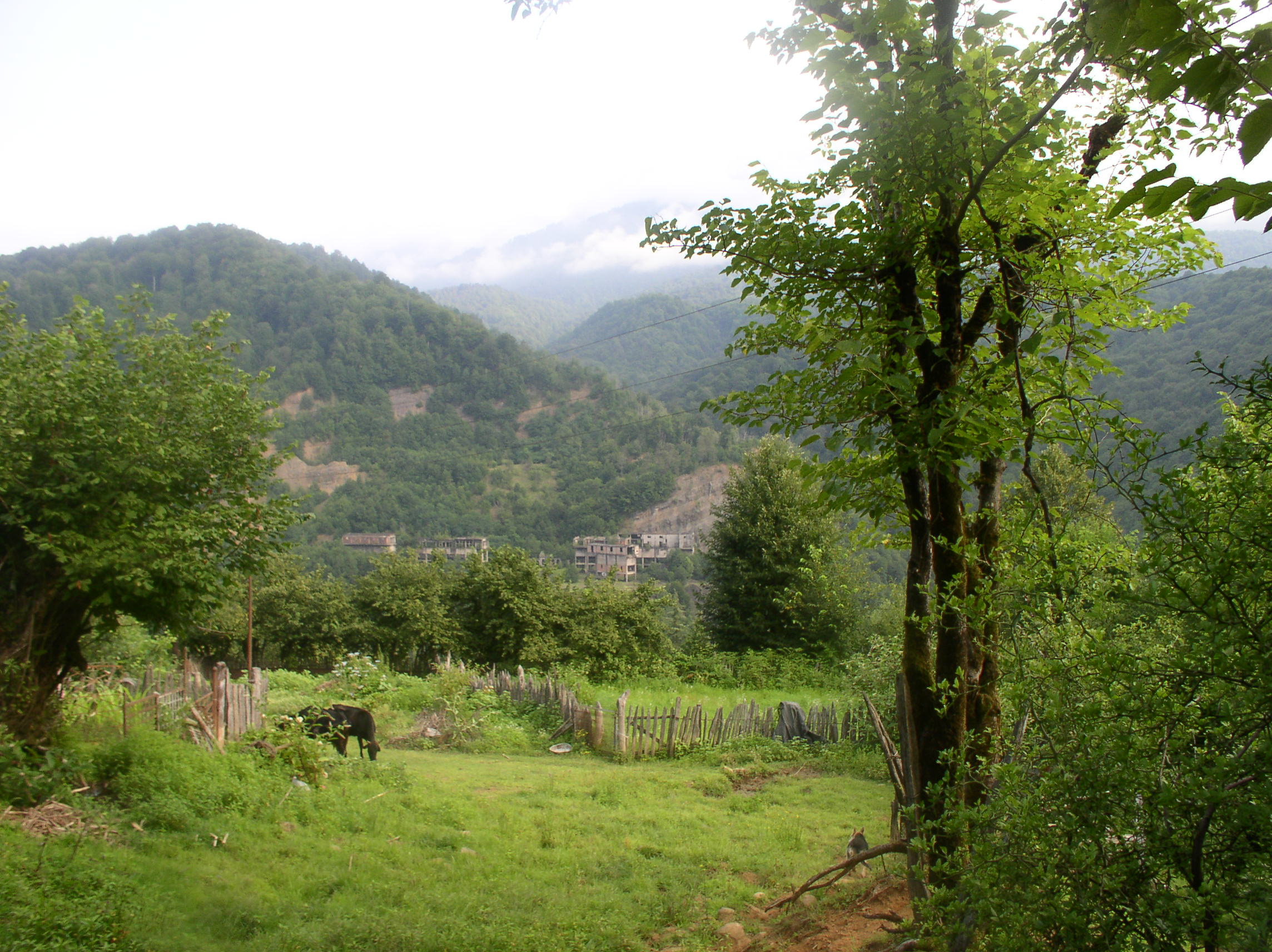
Montañas alrededor de Tkvarcheli
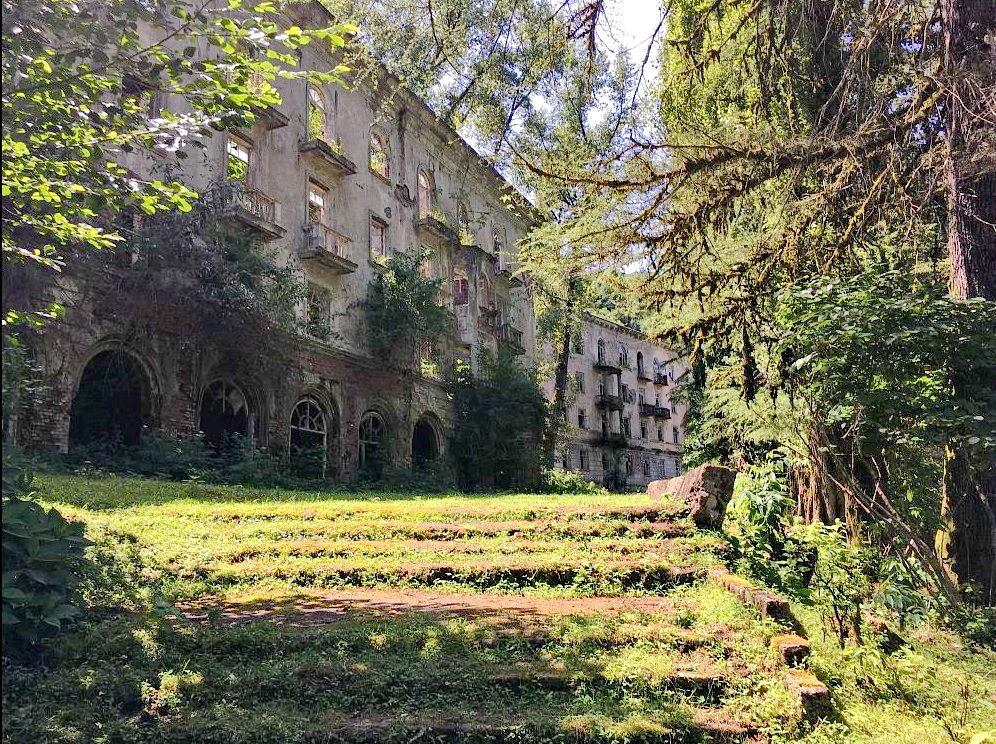
Apartamentos abandonados en Akarmara